# Richard Osman
Richard Osman (28 de noviembre de 1970) es un presentador de televisión, productor, cómico y novelista británico. Fue el creador y copresentador del exitoso concurso Pointless emitido en Gran Bretaña por la BBC.
Ha presentado otros concursos como Two Tribes y Richard Osman's House of Games y ha intervenido en diversos programas de humor Insert Name Here, The Fake News Show y Would I Lie to You?.
Estudió en el Trinity College de la Universidad de Cambridge y fue director creativo de la productora de televisión Endemol UK, donde produjo programas como Prize Island y Deal or No Deal . 
Desde 2022, se ha distanciado parcialmente de su trabajo en televisión para centrarse en sus labor literaria. Como escritor es autor de las novelas de misterio de gran éxito internacional como la saga de El club del crimen de los jueves, que protagonizan cuatro jubilados residentes en una complejo residencial de ancianos, de las que se han vendido once millones de ejemplares en cincuenta países. El primer libro de esta saga ha sido adaptado al cine en 2025.

### SerieEl Club del Crimen de los Jueves
- El club del crimen de los jueves
- El jueves siguiente
- El misterio de la bala perdida
- El último en morir

### Resolvemos asesinatos
- Resolvemos asesinatos